# チュチュ (バレエ)

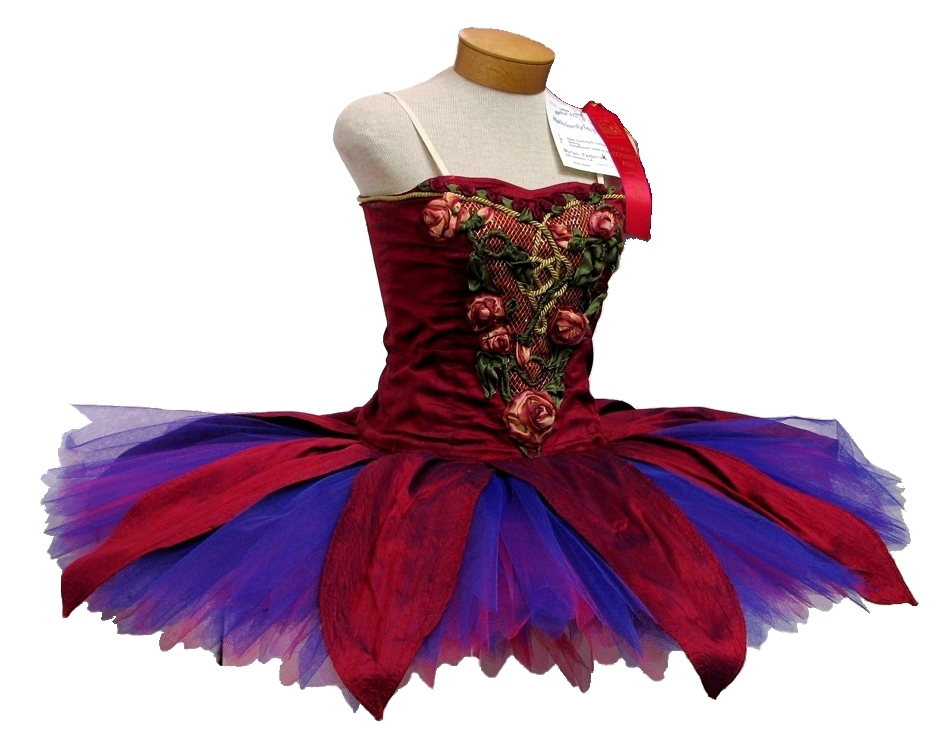
色鮮やかなクラシック・チュチュ（クラシカル・チュチュ）

チュチュ（フランス語: tutu）は、主に古典バレエにおいて着用されるスカート状の舞台衣装である。しばしばボディス（胴部）と一体で用いられる。
19世紀前半にはじめて登場したチュチュは、19世紀の終わりにはそれまでのベル型のロマンティック・ドレスにとって代わった。チュチュは、ロマンティック・バレエに用いられる踝丈のロマンティック・チュチュと、クラシック・バレエに用いられる膝丈のクラシック・チュチュ（またはクラシカル・チュチュ）に大別される。このほか、振り付けによって求められる動きに合わせたバリエーションもある。

## 語源
この衣装の「Tutu」という名称は、本来はスカートではなく両脚の間を縫い合わせた極小のペチコートを指す単語である。フランス語の「間抜けな」を意味する Cucu（キュキュ）が転じて「可愛いお尻」を指す意味となり、 更に変形して「お尻」を意味するTutu（チュチュ）と衣装が呼ばれるようになった。これは一種のスラングで幼児語でもあった。

## 構成
チュチュは、バスク（ウエストバンドともいう。ボディスの一部であることも、別個のバンドであることもある）と、スカート（単一層の布を吊り下げたものもあれば、糊付けした複数の布を重ねて張り出した形のものもある）から成る。クラシック・チュチュにはボディスとスカートを繋げる部分として、下着状のツンが存在する。
ボディスを省略してバスクとスカートのみ（ツンが付く場合もある）で構成されたチュチュもあるが、これはボン（Bon）もしくはチュチュボン（tutu bon）と呼ばれる衣装で、レオタードのみの練習ではチュチュを付けた際にスカートの有無による感覚のずれが出てしまうので、これを補正するためにレオタードの上から着装されるレッスン用である。同様の目的用にレオタードに直接、チュールスカートが縫い付けられたレオタード・チュチュ（Leotard tutu）もあるが、やはり主にレッスン用で本格的な演目において使われる事はない。

### ボディス
チュチュのボディス（Bodice）には、6枚ないし15枚の生地のパネルを用いられる。これらのうちのいくつかは、斜めに裁たれるため、生地にいくらか伸張性が与えられる。ボディスは、ウエストラインに、あるいはヒップの上部に取り付けられる衣裳の分離した部分である。場合によっては、動きを考慮するために弾力性のあるタブだけでひとつにさせられている。補正のために前後へ、または前のみにボーンを入れる場合もある。
通常、デザインはビスチェやバニースーツ同様、背中を露出させた肩出しのキャミソールスタイルなので、着用時は肩紐（肩ゴム）を用いて固定する必要がある。背中後ろぐりのカット処理によっては、大胆なローバックなスタイル（ロイヤルカット）になることもある。
ボディスの材料は主に、
- シャンタン（shantung）
- サテン
- バックサテンシャンタン - 表がシャンタン、裏がサテンの生地。サテン側を表に使う。
- カツラギまたは天竺 - 裏打ち布用。型紙にも用いる。
- 別珍
- ベルベット（velvet）またはベロア。

などである。

### バスク
バスク（Basque）は、ウエストからヒップの上部までに当たる部分である。ボディスと連続していることもあれば、離れた、きつくフィットしている生地のバンドのこともある。

### スカート
チュチュのスカート（Skirt）はチュチュの形を決定し、全般的なスタイル（ロマンティック、クラシック、ベル）を定義づける。スカートは一枚ではなく、数層から十数層の軽い布地を重ねるのが特徴である。
クラシック・チュチュの場合、チュールの裾を1cm間隔で折り畳んで縫うこと（タッキング。タックとも）で、スカートへ張りと硬さを与える必要がある。タックにはシングル畳みとダブル畳みがあり、二重に畳むダブルの方が硬めに仕上がるが製作に手間が掛かる。
スカートの材料は通例、以下の通りである。
- 綿モスリン
- ナイロン
- オーガンジー (organdy) あるいはオーガンザ (organza)
- シャンタン（shantung）
- ターラタン(tarlatan)
- チュール布（Tulle）- チュールはロマンティック・チュチュの場合、15から30デニール。張りを必要とするクラシック・チュチュの場合、30から50デニールを用いる[2]。
- ボイル (voile)
- バックラム (buckram)

クラシック・チュチュの中には、水平の形を保つためにステンレス製（または合成樹脂製）のワイヤー・フープをスカートへ仕込むこともある。
またチュールスカートの上に、オーバースカートによる装飾を施す場合もある。

### ツン
ツン（Tune）はスカートと一体になったチュチュのパンツ部分。素材は伸縮性のあるスパンデックスやオペコット、パワーネットを用いる。股間を魅せるためアンダースコートのように、チュールフリルによってツンを装飾する場合が多い。
構造的にロマンティック・チュチュには存在せず、ロマンティック・チュチュではバレリーナは下着としてステージ・ショーツを別途着用する（広義では、これもツンと称する場合もある）。

### 装飾
役柄によっては、チュチュにはボディスやオーバースカートへ豪華な装飾が施される。造花や金糸、銀糸による刺繍。ビーズやラインストーンが縫い込まれたり、スパンコールが散らされたり、スカートの裾に金銀や様々な色のラインが引かれることや、役柄に合わせてスカートの裾にギザギザや丸くカッティングを入れる処理が施されたりする。
時として絞り染めによって、衣装を染めて変化を付けるのも行われる。スカート毎に色変えしてグラデーション効果を狙ったり、表と裏でスカートの色を変える演出もあった。
また、上腕部にチュールで出来たアームレットのような腕飾りを着用したり、背中に妖精の翅（『レ・シルフィード』）や、チュチュ本体へ飾り袖が付く場合もある（『ジゼル』のウィリや、村娘のパフスリーブなど）。
他にバレリーナの装飾としては頭を飾るティアラや、タンバリンなど手に持つ小道具もあるが、チュチュの構成とは無関係なのでここでは割愛する。

### 下着
チュチュを身に付ける際は下着として薄手のキャミソールレオタード状をしたバレエ・ファウンデーションを着用する。また『海賊』のメドーラのような、腹部を露出させるセパレートなチュチュにはバレエ・ブラ、バレエ・ショーツを着込むが、タイトなデザインな場合、ヌーブラやタンガが使われることもある。色はほとんどの場合ベージュ系である。
足にはバレエ・タイツを履く。色はホワイトまたは、ベージュかライトピンク系の肌色に近い色が多用される傾向がある。無論、特殊な役柄によっては他の色も使われる。

## 種類

### ロマンティック・チュチュ

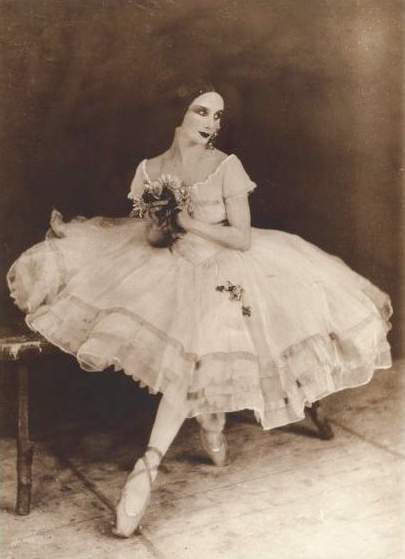
ロマンティック・チュチュ　アンナ・パヴロワ　『ジゼル』　1931年より前

ロマンティック・チュチュ （Romantic Tutu） は、4分の3の長さの、ベル型のスカートで、チュール布で作られている。裾丈は、膝とくるぶしとの間である。
ロマンチック・チュチュは、軽く、ダンサーが自由に動けるのが特徴である。このため、『ジゼル』や『ラ・シルフィード』のようなロマンティック・バレエの霊妙な（ethereal）性質に適合する。
1832年、『ラ・シルフィード』を演じたマリー・タリオーニ用にフランスのウジェーヌ・ラミ（Eugène Louis Lami）が考案したと言われている。ロマンティック・チュチュには2種類ある。ひとつは、ウエストからはじまるもの。もうひとつは、ローウエストからはじまってバスクをともなうもので、「ロマンティック・チュチュ・ウィズ・バスク （romantic tutu with basque）」と呼ばれる。

### クラシック・チュチュ/クラシカル・チュチュ

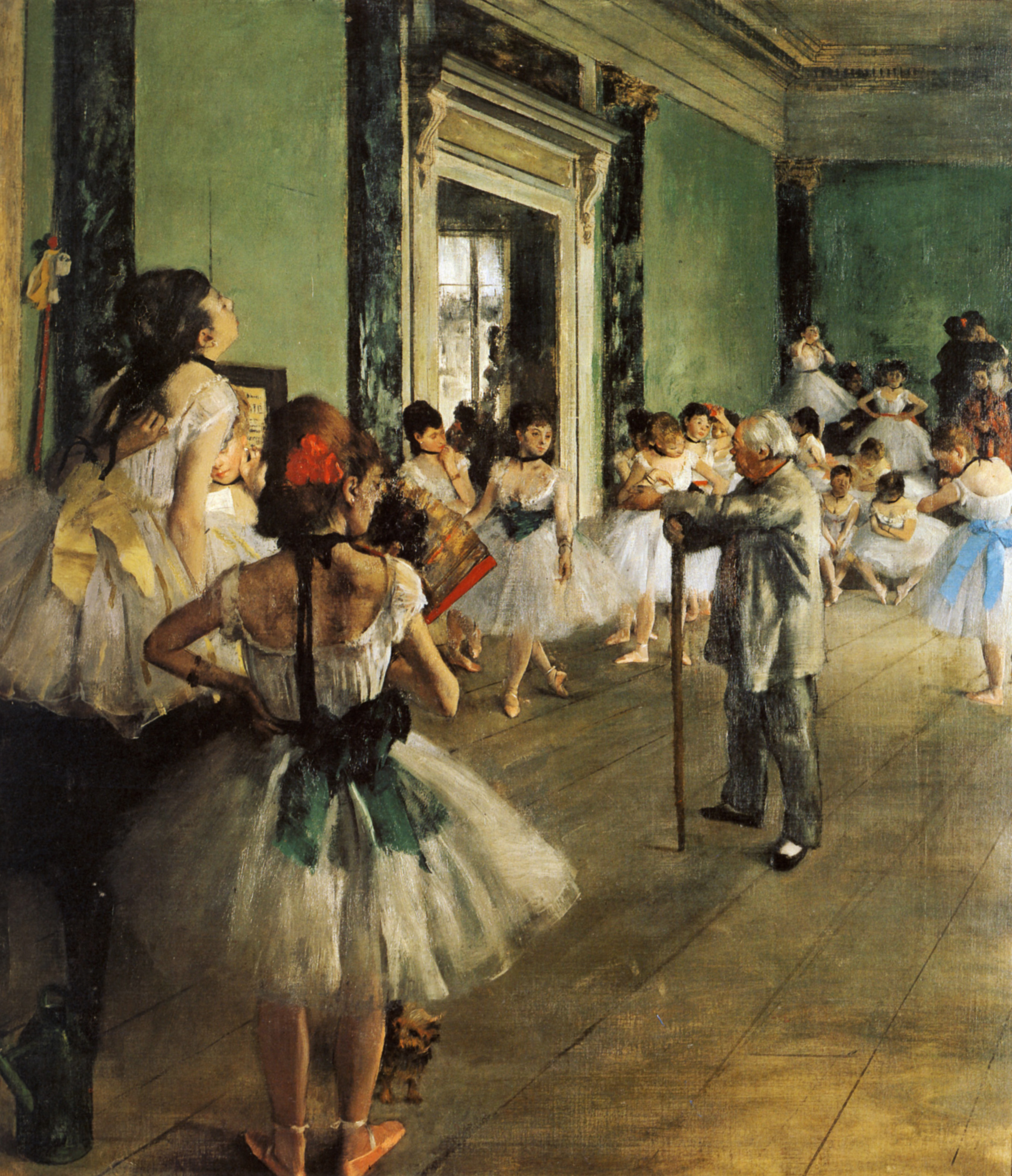
クラシカル・ベル・チュチュ　ドガ　『バレエのレッスン』　1874年

クラシック・チュチュ（Classic Tutu）/クラシカル・チュチュ（Classical Tutu） は、形状・構造により、パンケーキ・スタイルと、ベル・スタイルに分けられる。
バレエの鑑賞家であるロシア人たちは、あたらしい技巧とバレリーナらのファンシーなフットワークを求めた。新しく登場した16層の柔軟なチュチュ（膝丈の長さがあった）は、『白鳥の湖』や『眠れる森の美女』、『パキータ』といった、高い技術を要求するバレエの演目において、グラン・フェッテやピルエットの様な女性ダンサーがより大きな動きを見せることを可能にした。

#### パンケーキ・チュチュ
パンケーキ・チュチュ（pancake Tutu）は、平らなパンケーキ型に（ヒップから）外にまっすぐに広がるネッティングの複数層で作られ、そして身体にぴったりしたボディスを有する、短く、硬いスカートを持つ。
「パンケーキ」スタイルは、ネットのより多くの層を有し、そして通例、複数層を平らにそして硬く保つためにワイヤー・フープと多くのハンド・タッキングを用いる。

#### ベル・チュチュ
ベル・チュチュ（Bell Tutu）は文字通り、短く硬い、釣り鐘状のスカートを持ったチュチュであり、通例、パンケーキ・チュチュより長い。ネッティングの複数層を有し、そして身体にぴったりしたボディスを有する。これはヒップから外にむかってひろがり、そしてワイヤー入りのフープを用いない。これらは、ドガの有名なバレエの複数の絵画において見ることが可能である。

### バランシン＝カリンスカ・チュチュ
バランシン＝カリンスカ・チュチュ (Balanchine/Karinska Tutu) は、「パウダー・パフ」("powder puff") の別名でも呼ばれる。
大変短いスカートで、フープは無く、パンケーキあるいはクラシカル・スタイルよりもネッティングの層がすくない。スカートのタックはルースで、外見はよりやわらかく、ふっくらしている。
このスタイルはもともと、20世紀の振付師ジョージ・バランシンによる、ビゼーの交響曲ハ長調のバレエ版（「シンフォニー・イン・C」あるいは「水晶宮」）のためにデザインされた。よりアスレチックな振り付けに対応したもので、脚全体を見ることができる。

### プラッター・チュチュ
プラッター・チュチュ (platter Tutu) は、バレリーナのウエストラインからまっすぐに突き出ている、フラットなトップを持つチュチュ。
パンケーキ・チュチュと酷似しているが、パンケーキ・チュチュはトップが多少ふっくらしているのに対して、プラッター・チュチュのトップはほとんどまったくフラットである。